# Идри-ми
Идри-ми — основатель и первый царь древнего аморейского государства Мукиш с центром в городе Алалах, сын последнего ямхадского царя Илим-илиммы I, правил около середины XV века до н. э. под «сюзеренитетом» царя Митанни Парраттарны. Современник хеттского царя Циданты II. Известен своей статуей, хранящейся в Британском музее.